# Yutaka Matsushige
Yutaka Matsushige (松重 豊, Matsushige Yutaka), né le 19 janvier 1963 à Fukuoka, est un acteur japonais.

## Filmographie partielle

### Au cinéma
- 1992 : Le Gardien de l'enfer (地獄の警備員, Jigoku no keibi in?) de Kiyoshi Kurosawa
- 1995 : Le Testament du soir (午後の遺言状, Gogo no Yuigon-jō?) de Kaneto Shindō
- 1998 : Ring (リング, Ringu?) de Hideo Nakata : Yoshino
- 1998 : Rasen (らせん?) de Jōji Iida
- 1999 : Charisma (カリスマ, Karisuma?) de Kiyoshi Kurosawa
- 1999 : Godzilla 2000 (ゴジラ2000 ミレニアム, Gojira ni-sen mireniamu?) de Takao Okawara
- 2000 : Eureka (ユリイカ, Yuriika?) de Shinji Aoyama
- 2001 : Red Shadow (RED SHADOW 赤影, Reddo shadō akakage?) de Hiroyuki Nakano
- 2001 : Princess Blade (修羅雪姫, Shurayuki hime?) de Shinsuke Satō
- 2003 : Last Life in the Universe (เรื่องรัก น้อยนิด มหาศาล, Ruang rak noi nid mahasan) de Pen-ek Ratanaruang
- 2003 : Dragon Head (ドラゴンヘッド, Doragon heddo?) de Jōji Iida (ja)
- 2003 : La Mort en ligne (着信アリ, Chakushin ari?) de Takashi Miike : Ichiro Fujieda
- 2004 : Blood and Bones (血と骨, Chi to hone?) de Yōichi Sai : Nobuyoshi Ko
- 2005 : Shinobi: Heart Under Blade de Ten Shimoyama (ja) : Hattori Hanzō
- 2006 : Sun Scarred (太陽の傷, Taiyō no kizu?) de Takashi Miike
- 2007 : Yakuza : L'Ordre du dragon (龍が如く 劇場版, Ryū ga gotoku: Gekijō-ban?) de Takashi Miike : Makoto Date
- 2007 : Sukiyaki Western Django (スキヤキ・ウエスタン ジャンゴ, Sukiyaki uesutan Jango?) de Takashi Miike : Toshio
- 2007 : Crows Zero (クローズZERO?) de Takashi Miike : Ushiyama
- 2007 : Shaberedomo shaberedomo (しゃべれどもしゃべれども?) de Hideyuki Hirayama : Taichi Yugawara
- 2008 : Tokyo! de Michel Gondry, Leos Carax et Bong Joon-ho
- 2008 : K-20 : L'Homme aux 20 visages (K-20 怪人二十面相・伝,, Kē-tuentī: Kaijin nijū mensō den?) de Shimako Satō
- 2009 : Cher docteur (ディア・ドクター, Dia dokutā?) de Miwa Nishikawa : Yukinari Hatano
- 2009 : Crows Zero II (クローズZERO II?) de Takashi Miike
- 2012 : Outrage: Beyond (アウトレイジ ビヨンド, Autoreiji: Biyondo?) de Takeshi Kitano : l'inspecteur Shigeta
- 2013 : Real (リアル〜完全なる首長竜の日〜, Riaru〜Kanzen naru shuchō ryū no hi〜?) de Kiyoshi Kurosawa : Haruhiko
- 2016 : Museum (ミュージアム, Myūjiamu?) de Keishi Ōtomo : Kozo Sekihata
- 2018 : Killing for the Prosecution (検察側の罪人, Kensatsugawa no zainin?) de Masato Harada
- 2018 : Cafe Funiculi Funicula (コーヒーが冷めないうちに, Kōhī ga samenai uchi ni?) d'Ayuko Tsukahara : Yasunori Fusaki
- 2018 : Ikiteru dake de, ai (生きてるだけで、愛。?) de Jōji Iida (ja) : Isoyama
- 2019 : Konomichi (この道?) de Kiyoshi Sasabe : Tekkan Yosano
- 2019 : Samurai Shifters (引っ越し大名!, Hikkoshi daimyō!?) d'Isshin Inudō : Sanemon Motomura
- 2019 : Hikita-san! Gokainin desuyo (ヒキタさん! ご懐妊ですよ?) de Tōru Hosokawa (ja) : Kunio Hikita
- 2020 : Sayonara made no 30 pun (サヨナラまでの30分?) de Kentarō Hagiwara : Fujio Yoshi

### À la télévision
- 2014 : Hero
- 2015 : Death Note (NTV)

### Doublage
- 2015 : Miss Hokusai (百日紅 〜Miss HOKUSAI〜, Sarusuberi Miss Hokusai?) de Keiichi Hara : voix de Hokusai

## Distinctions
Sauf indication contraire, les informations mentionnées dans cette section peuvent être confirmées par la base de données cinématographiques IMDb,  présente dans la section « Liens externes ».

### Récompenses
- 2008 : prix Mainichi du meilleur acteur dans un second rôle pour Shaberedomo shaberedomo[1]
- 2010 : prix du meilleur acteur dans un second rôle pour Cher docteur au festival du film de Yokohama

### Nominations
- 2018 : Hōchi Film Award du meilleur acteur dans un second rôle pour Killing for the Prosecution